# Minería en superficie

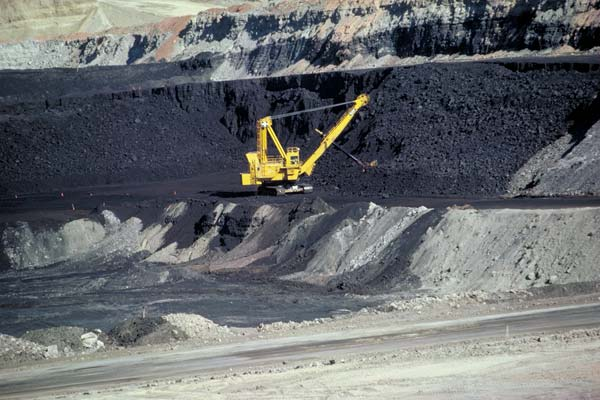
Mina de carbón superficial en Wyoming.

La minería en superficie es un tipo de minería en la cual se explotan minas, muchas veces teniendo antes que eliminar el estéril que se encuentre sobre esta mina. 
Es el método contrario a lo que es la minería subterránea, ya que se extrae directamente del suelo sin ningún techo, siendo esta mucho más conveniente en muchos aspectos, como por ejemplo, los factores psicológicos de los trabajadores, los costos de operación, las maquinarias usadas, entre otros.
La minería en superficie se usa en yacimientos mineros lógicos cerca de la superficie, en los casos en que el mineral es de buena ley también se puede usar cuando se necesita eliminar sobrecarga (estéril sobre la mena de interés).
- Datos: Q6017023